# PSP E1000

La PlayStation Portable E1000, más conocida como PlayStation Portable Street, es una revisión de PlayStation Portable lanzada en 2011.

## Características
PSP E1000 o PSP Street es el último modelo de la PSP el cual está basado en el primer modelo (PSP-1000), rediseñado especialmente para reducir costes. Como cambio más sustancial, a este modelo se le ha suprimido la conectividad WiFi, por esto, la consola debe acceder a actualizaciones de firmware y contenido de la PlayStation Store mediante el programa MediaGo por conexión USB a un ordenador.
Otros cambios es que se han sustituido los altavoces estéreo de los modelos anteriores por uno mono, aunque se pueden reproducir los juegos en estéreo mediante audífonos, el panel de botones ha sido rediseñado con los botones en forro de goma, así ya no siendo táctiles y el acabado general de la consolas es de un mate económico con los colores blanco o negro disponibles para este modelo.

## Comparación entre versiones
| PSP 1000                                                                     | PSP 3000                                                  | PSP E1000                                          |
| ---------------------------------------------------------------------------- | --------------------------------------------------------- | -------------------------------------------------- |
| Puertos concretos para carga, puerto Infrarrojo, salida de vídeo, USB, WI-FI | Puertos concretos para carga, salida de vídeo, USB, WI-FI | Puertos concretos para carga, salida de vídeo, USB |
| Pantalla de 4,3"                                                             | Pantalla de 4,3"                                          | Pantalla de 4,3"                                   |
| 260 gramos 74 x 170 x 23 mm                                                  | 189 gramos 71 x 169 x 19 mm                               | 189 gramos 74 x 170 x 18,6mm                       |
| Con UMD                                                                      | Con UMD                                                   | Con UMD                                            |
| Sin memoria interna                                                          | Sin memoria interna                                       | Sin memoria interna                                |
| Ranura de memoria para Memory Stick Pro Duo                                  | Ranura de memoria para Memory Stick Pro Duo               | Ranura de memoria para Memory Stick Pro Duo        |

## Conectividad
Al contrario que los anteriores modelos de PSP, la PSP E1000 no contiene Wi-Fi pero si se puede acceder a la PlayStation Store mediante conexión USB; y puerto USB.
- Datos: Q4047066
- Multimedia: PlayStation Portable Street / Q4047066